# امیر الوندی‌مهر
امیر الوندی‌مهر (۱۶ اسفند ۱۳۷۲ – ۲۶ آبان ۱۳۹۸) یکی از کشته‌شدگان اعتراضات آبان ۱۳۹۸ ایران بود.

## زندگی
امیر الوندی‌مهر، ۱۶ اسفند ۱۳۷۲ در شیراز متولد شد. او که اهل شهرک گویم شیراز بود، فرزند ارشد خانواده بود و یک خواهر و برادر کوچکتر از خود داشت.

## کشته‌شدن
امیر الوندی‌مهر، ۲۶ آبان ۱۳۹۸ در سومین روز از اعتراضات مردمی به افزایش قیمت بنزین، در شهرک گویم شیراز حضور داشت. در جریان این اعتراضات از پشت‌بام پایگاه بسیج به‌سوی معترضان تیراندازی شده دیده می‌شود. امیر الوندی‌مهر از پشت مورد هدف گلوله قرار گرفته و از ناحیهٔ کمر مجروح می‌شود. او را ابتدا به درمانگاه ابوعلی سینای گویم، در نزدیکی بزرگراه اردکان بردند. اما از آنجا به بیمارستان پیوند اعضای صدرا انتقال یافت و در اتاق عمل به دلیل خونریزی شدید، جان باخت. پیکر امیر الوندی‌مهر، ۳ آذرماه ۹۸ در آرامگاه گویم به خاک سپرده شد.

## حواشی
- پیکر امیر الوندی‌مهر پس از گذشت یک هفته به خانواده تحویل داده شد.[۹][۱۰]
- مراسم خاکسپاری پیکر امیر الوندی‌مهر، تحت تدابیر شدید امنیتی برگزار شد.[۱۱]
- فیلم مراسم خاکسپاری امیر الوندی‌مهر با حضور انبوه جمعیت، در فضای مجازی بازتاب گسترده داشت.[۱۲][۱۳][۱۴]
- مراسم چهلمین روز جان‌باختنِ امیر الوندی‌مهر، روز ۱۲ دی ۱۳۹۸ در فاطمیه شهرک گویم شیراز برگزار شد.[۹]
- ۲۵ آبان ۱۳۹۹، مراسم نخستین سالگرد کشته‌شدنِ امیر الوندی‌مهر در آرامگاه شهرک گویم شیراز برگزار شد.[۱۵][۱۶]